# Guadalajara Challenger
Il Guadalajara Challenger è stato un torneo professionistico maschile di tennis giocato su campi in terra rossa. Faceva parte dell'ATP Challenger Series. Si giocava annualmente a Guadalajara in Messico.

## Albo d'oro

### Singolare
| Anno       | Campione            | Finalista         | Punteggio     |
| ---------- | ------------------- | ----------------- | ------------- |
| 2004       | Mariano Puerta      | Nicolás Lapentti  | 6–0, 6–2      |
| 2003- 2002 | Non disputato       | Non disputato     | Non disputato |
| 2001       | Agustín Calleri     | Edgardo Massa     | 6–4, 6–4      |
| 2000       | Fernando Meligeni   | Hugo Armando      | 7–5, 4–6, 6–4 |
| 1999       | Francisco Costa     | Nicolás Massú     | 4–6, 7–5, 6–3 |
| 1998       | Markus Hipfl        | Younes El Aynaoui | 6–7, 7–6, 7–6 |
| 1997       | Alejandro Hernández | Bobby Kokavec     | 6–4, 5–7, 6–2 |
| 1996- 1995 | Non disputato       | Non disputato     | Non disputato |
| 1994       | Bryan Shelton       | Sjeng Schalken    | 6–4, 3–6, 6–2 |
| 1993- 1982 | Non disputato       | Non disputato     | Non disputato |
| 1981       | João Soares         | Matt Anger        | 6–4, 7–5      |
| 1980       | Non disputato       | Non disputato     | Non disputato |
| 1979       | Paul McNamee        | Rick Fagel        | 6–4, 6–4      |

### Doppio
| Anno       | Campioni                              | Finalisti                            | Punteggio           |
| ---------- | ------------------------------------- | ------------------------------------ | ------------------- |
| 2004       | Santiago González Alejandro Hernández | Rubén Ramírez Hidalgo Sergio Roitman | 7–6(5), 1–6, 6–3    |
| 2003- 2002 | Non disputato                         | Non disputato                        | Non disputato       |
| 2001       | Gastón Etlis Martin Rodriguez         | Agustín Calleri Ignacio Hirigoyen    | 7–5, 7–5            |
| 2000       | Hugo Armando Alexander Waske          | Fernando Meligeni Flávio Saretta     | 7–6(4), 4–6, 7–6(7) |
| 1999       | Thomas Shimada Myles Wakefield        | Simon Aspelin Johan Landsberg        | 4–6, 7–6, 6–1       |
| 1998       | Sander Groen Ali Hamadeh              | Martín García Sebastián Prieto       | 6–4, 6–2            |
| 1997       | Nelson Aerts André Sá                 | Alejandro Hernández Óscar Ortiz      | 3–6, 6–2, 6–4       |
| 1996- 1995 | Non disputato                         | Non disputato                        | Non disputato       |
| 1994       | Juan-Ignacio Garat Maurice Ruah       | Kelly Jones David Pate               | 6–2, 6–2            |
| 1993- 1982 | Non disputato                         | Non disputato                        | Non disputato       |
| 1981       | Glen Holroyd Eric Sherbeck            | Bruce Kleege Andy Kohlberg           | 6–7, 6–4, 7–6       |
| 1980       | Non disputato                         | Non disputato                        | Non disputato       |
| 1979       | Paul McNamee Fred McNair              | Tony Giammalva Andy Kohlberg         | 6–2, 3–6, 6–3       |